# Edwin Evers
Edwin Dinan Evers (Hardenberg, 9 mei 1971) is een Nederlands (stem)acteur, radio-dj, drummer en zanger. Vanaf 1 januari 1998 tot en met eind december 2018 maakte hij Evers Staat Op, eerst voor Radio 3FM en vanaf 17 april 2000 voor Radio 538. Dit was jarenlang het best beluisterde ochtendprogramma van Nederland. Daarnaast is hij zanger en drummer van zijn eigen Edwin Evers Band, waarmee hij in diverse theaters door heel Nederland optreedt.

## Carrière

### Begin
Evers deed zijn eerste ervaring op bij plaatselijke omroepen, waaronder de Hardenbergse Zieken Omroep. Ook draaide hij op zaterdagavond in de plaatselijke discotheek Celebration (die tegenwoordig niet meer bestaat). Daarna ging hij draaien bij de Amsterdamse muziekzender Extra 108. In 1991 zette Arcade het commerciële radiostation Power FM op. Evers stapte over naar deze zender en kreeg er een middagprogramma. Ook functioneerde hij als invaller op Radio 10 Gold, dat in hetzelfde gebouw zat als Power FM.

### Radio 3
In de zomer van 1992 werd Evers aangenomen door Lex Harding en kwam hij bij Veronica op Radio 3 terecht. Zijn allereerste programma als invaller was op vrijdagavond 14 augustus 1992 in het voor die gelegenheid omgedoopte programma "Evers & Van Inkel".
Na het vertrek op 31 oktober 1992 van een groot aantal Veronica Radio 3 dj's naar het net opgerichte Radio 538, presenteerde hij vanaf zaterdag 7 november 1992, drie jaar lang elke zaterdag tussen 12:00 en 14:00 uur Evers in het wild. Op 1 september 1995 verliet Veronica het publieke omroepbestel en ging commercieel. Evers kreeg vervolgens een dagelijks radioprogramma op het commerciële radiostation van Veronica. Hiernaast presenteerde Evers samen met Robert Jensen en sidekick Rick Romijn de Vrijdagavondkeet. Het grote succes bleef uit, omdat Veronica in de ether alleen op de middengolf te ontvangen was.
De grote landelijke doorbraak kwam vanaf donderdag 1 januari 1998, toen Evers overstapte naar de publieke omroep en namens de KRO van maandag tot en met vrijdag tussen 6:00 en 9:00 uur het ochtendprogramma Evers staat op op Radio 3FM ging maken. Mede door de vele imitaties van bijvoorbeeld de broers Frank en Ronald de Boer, Johan Cruijff en Rob de Tuinman groeide het programma op 3FM uit tot het best beluisterde van de Nederlandse radio. Dit leverde hem in 1999 de Marconi Award voor beste radioman van het jaar op en zijn programma werd verkozen tot het beste van 1998. Dat jaar wist hij Marco Borsato in zijn programma voor zijn nieuwe single De Bestemming in de maling te nemen met zijn imitatie van de broers De Boer, die tijdens het WK voetbal 1998 met Oranje in Frankrijk al zijn single in bezit bleken te hebben. Naar eigen zeggen in het televisieprogramma de TV Show van Ivo Niehe, heeft hij het nummer op zijn eigen voicemail laten opnemen, toen het werd proefgedraaid in de Radio 3FM-studio's. Het jaar daarop ontving Evers opnieuw een Marconi Award, alsook in 2009.

### Radio 538
Per 17 april 2000 stapte Evers met zijn ochtendprogramma Evers staat op over van 3FM naar het commerciële station Radio 538, waar hij de presentatie ging doen samen met sidekicks Niels van Baarlen en Rick Romijn en vaste nieuwslezer Henk Blok. Zijn scala aan imitaties breidde zich uit met typetjes als Prins Bernhard (waar hij overigens na diens dood mee gestopt is), Willibrord Frequin, Martin Gaus, Ernst Hirsch Ballin, boer Geert uit Boer zoekt Vrouw, Geert Wilders, Peter R. de Vries, Frans Bauer en Nico Dijkshoorn. Ook bespraken Edwin, Niels en Rick in de show de actualiteit, soms gingen ze daarover met elkaar in discussie. Ook belde Edwin geregeld met personen uit de actualiteit, of soms kwamen er gasten in de studio. Daarnaast vonden in het programma regelmatig liveoptredens plaats van bands of artiesten met nieuwe muziek.

#### Olympische Spelen
Sinds de Olympische Spelen van 2000 in Sydney reisde Edwin Evers tijdens elke Olympische Spelen met zijn team af naar de locatie van de Spelen om daar zijn radioshow Evers Staat Op te presenteren. Hiervoor werd in het Holland Heineken House een speciale radiostudio gebouwd. Vanuit deze studio werd Evers Staat Op dan tijdens de Spelen live uitgezonden. Het tijdstip van de uitzending in Nederland was hierbij afhankelijk van het tijdsverschil met de locatie van de Spelen. Zo werd het programma tijdens de Spelen van 2016 in Rio de Janeiro 's avonds uitgezonden vanwege het tijdsverschil met Brazilië. Edwin Evers volgde dan in zijn programma de Nederlandse sporters die deelnamen aan de Spelen en ontving dan op locatie verschillende gasten en medaillewinnaars. Tijdens de Olympische Winterspelen van 2018 in Pyeongchang deed hij dit alweer voor de tiende keer. Zijn opvolger Frank Dane die de ochtendshow van 538 in januari 2019 van hem heeft overgenomen, zou deze traditie in 2020 (wegens de coronapandemie uitgesteld naar 2021) voortzetten. Hij zou net als hij zijn ochtendshow tijdens de Olympische Spelen twee weken lang live uitzenden vanuit Tokyo, maar omdat er geen buitenlanders naar Tokyo mochten afreizen vanwege de aangescherpte coronamaatregelen in Japan, deed hij dit vanuit Scheveningen, waar voor het thuisblijvende Nederlandse publiek het Olympic Festival werd gehouden. Vanaf de Olympische Zomerspelen van 2024 wordt deze traditie echter overgenomen door Qmusic dat TeamNL vanaf dat jaar sponsort.

#### Jubileum
In 2010 vierde Edwin zijn tienjarig jubileum op Radio 538. Ter gelegenheid hiervan werd op vrijdag 16 april van dat jaar een achttien uur durende marathonuitzending gemaakt op de zender van 06:00 uur 's ochtends tot middernacht. Daarin keek Edwin met sidekicks Rick en Niels terug op hun radioverleden. Ook waren er (oude) typetjes te horen en oude bekenden en waren er andere (ex-)betrokkenen van het programma te gast. Verder werd er teruggeblikt op hoogtepunten uit Evers staat op. Evers omschreef deze dag als het hoogtepunt van zijn carrière.
In 2015 vierde hij zijn 15-jarig jubileum bij Radio 538. Ook toen werd er een marathonuitzending uitgezonden met hoogtepunten van de afgelopen vijftien jaar.

#### EindeEvers Staat Op
Op vrijdag 23 maart 2018 kondigde Evers aan na achttien jaar te stoppen met zijn ochtendshow bij Radio 538. Edwin wilde zich na ruim twee decennia ochtendradio herbezinnen en nadenken over de toekomst. Twee dagen voor zijn laatste uitzending werd Edwin geëerd met een tot Alarmschijf verkozen afscheidslied, gezongen door een heleboel BN'ers die vaak in Edwins programma te gast waren. Ook sidekicks Rick en Niels zongen mee in dit lied. Op 21 december 2018 namen Edwin, Rick en Niels afscheid van "Evers staat op" en Radio 538 in een 12 uur durende marathonuitzending, waarin een heleboel bekende personen te gast waren, onder wie premier Mark Rutte. Ook werd Edwin door Hardenbergs burgemeester Snijders benoemd tot ochtendburgemeester van Hardenberg. Daarnaast werd er een schilderij ter ere van Edwin onthuld, genaamd de Ochtendwacht, een knipoog naar de Nachtwacht. Hierop stonden alle vrienden van de show, met Edwin, Rick en Niels in het midden. Van zijn collega-Radio 538-dj's kreeg Edwin ook zijn eigen straat, de 'Evers Staat Op Weg' in Hilversum. Edwin eindigde zijn laatste uitzending met de woorden: "Geniet van alles, gun elkaar wat, en wat mij betreft heel graag tot snel".
Tot en met de laatste uitzending bleef Evers staat op het best beluisterde ochtendprogramma op de Nederlandse radio. Gemiddeld stemden er 1,61 miljoen luisteraars af op het programma.

### Radio na einde ochtendshow
Evers gaf na het stoppen met de ochtendshow aan voor onbepaalde tijd geen vast radioprogramma meer te willen presenteren. Eerder gaf hij al aan na Evers Staat Op nooit meer een ochtendshow te willen presenteren. Wel valt hij sporadisch in.
- Op 1 april 2019 verving hij bij wijze van grap Wilfred Genee in de middagshow Veronica Inside van Radio Veronica. Edwin werd herenigd met zijn sidekicks Rick en Niels, met wie hij voor één keer een middagshow maakte in de stijl van Evers staat op.

- In december 2019 presenteerde hij van 14:00 tot 16:00 uur samen met nieuwslezer Henk Blok de finaleweek van de Top 4000 op Radio 10.

- In januari 2020 verving hij een aantal weken Coen Swijnenberg op Radio 538.

- Vanaf 19 juli 2021 presenteerde Evers een aantal weken het programma Bonanza op Radio Veronica ter vervanging van Rob Stenders die stemproblemen had als gevolg van COVID-19.[5] In de eerste week van januari 2022 presenteerde hij wederom Bonanza, omdat Stenders op vakantie was. In de zomer van 2022 neemt hij dit programma wederom drie weken over.

### Terug bij Radio 538
Op 30 november 2023 werd aangekondigd dat Evers per 2 februari 2024 terugkeert in de vaste programmering van Radio 538 met een vrijdagmiddagshow Evers & Co. Samen met sidekick Cobus Bosscha en nieuwslezer Henk Blok  is hij te horen  van 14:00 tot 18:00 uur.

### Documentaire
In 2008 kwam er een documentaire uit over Edwin Evers. In de documentaire vertellen zijn broers, (oud)collega's, vrienden en Edwin zelf over het verloop van zijn carrière.

### Televisie en muziek
In het voorjaar van 2007 bleek dat Evers naast radiomaken ook kan zingen. In het Tien-programma Just the Two of Us vormde hij een zangduo met Berget Lewis. Ze wonnen door in de finale de publiekslievelingen Monique Smit en Xander de Buisonjé te verslaan door een bijna perfecte score van 119 van de 120 punten te halen. Door deze prestatie werd Evers samen met Berget Lewis uitgenodigd om een van de gastoptredens in de Amsterdam ArenA te verzorgen tijdens de zes Toppers in Concert-concerten, begin juni 2007. In een van de seizoenen van het RTL 4-programma Ik hou van Holland speelde hij drums in de I Luv Holland-band. Daarnaast drumde hij bij diverse concerten. In 2021 deed hij mee aan The Masked Singer als Stier.
In december 2011 werd bekend dat Evers samen met Glennis Grace het duet Wil je niet nog 1 nacht uit zou brengen. Dit is een (door Evers zelf gemaakte) Nederlandstalige bewerking van "Don't You Wanna Stay" van countryzanger Jason Aldean en Kelly Clarkson. In 2012 bereikte de plaat de gouden status. Evers en Grace ontvingen hiervoor een gouden plaat.

#### Edwin Evers Band
Sinds 2002 heeft Evers zijn eigen band, waarin hij begon als drummer en later ook zanger werd. De band begon onder de naam Evers Slaat Door, maar ging later verder als de Edwin Evers Band. Naast Evers zelf bestaat de band uit nog twaalf andere muzikanten. De Edwin Evers Band begon in 2011 met hun eerste theatertour. Al snel volgden meerdere tours. De band treedt op in theaters door heel Nederland. Ook treedt de band op bij bepaalde evenementen of op festivals. Tijdens de optredens worden veel covers van bekende nummers gespeeld, en doet Evers af en toe ook imitaties van BN'ers. Ook is de band van Evers de huisband van de tv-programma's The Voice of Holland en Ik hou van Holland (als de I Luv Holland-band).
Eind 2019 scoorde de Edwin Evers Band een kersthit met het nummer Altijd Kerstmis.

### Voice-over
Evers doet ook voice-overwerk. Zijn stem was bijvoorbeeld te horen in het programma Gillend naar huis van Gordon. In 2015 sprak Evers het achtergrondcommentaar in voor het SBS6-programma K3 zoekt K3 en het RTL 4-programma Dance Dance Dance, en in 2016 voor Holland's Got Talent van RTL 4. In oktober 2018 was Evers, samen met zijn sidekicks Rick en Niels, te horen in een radiospotje voor Mars, en in de zomer van 2019 was Evers te horen in een radiospotje voor Appelsientje. Sinds de zomer van 2024 verzorgt Evers de voice-over van het RTL 4-programma Te land, ter zee en in de lucht.

### Stemacteur
Ook heeft Evers verschillende stemmen ingesproken. Zo was hij commentator Darrel Cartrip in Cars en Cars 2 en was hij in Kung Fu Panda en Kung Fu Panda 2 de stem van hoofdpersonage Po. Als imitator persifleerde hij vele bekende mensen, zoals Johan Cruijff, Prins Bernhard en Herman van Veen.

### Podcast
In 2023 maakte Evers een podcast met koning Willem Alexander. In 10 afleveringen bespreekt Evers 10 jaar koningschap met de koning.

## Discografie

### Albums
| Album met eventuele hitnotering(en) in de Nederlandse Album Top 100 | Datum van verschijnen | Datum van binnenkomst | Hoogste positie | Aantal weken | Opmerkingen          |
| ------------------------------------------------------------------- | --------------------- | --------------------- | --------------- | ------------ | -------------------- |
| Akoestisch                                                          | 2015                  | 25-04-2015            | 29              | 1            | als Edwin Evers Band |
| Tijd                                                                | 2021                  | 17-04-2021            | 59              | 1            |                      |

### Singles
| Single met eventuele hitnotering(en) in de Nederlandse Top 40 | Datum van verschijnen | Datum van binnenkomst | Hoogste positie | Aantal weken | Opmerkingen                                                                 |
| ------------------------------------------------------------- | --------------------- | --------------------- | --------------- | ------------ | --------------------------------------------------------------------------- |
| Geld maakt niet gelukkig                                      | 1998                  | 09-05-1998            | 16              | 12           | als Frank & Ronald / Nr. 18 in de Mega Top 100                              |
| Immer gerade aus (Bij de derde badkamer linksaf!)             | 1999                  | 23-01-1999            | tip9            | -            | als Mc Bernhard / Nr. 88 in de Mega Top 100                                 |
| Olé Barcelona                                                 | 1999                  | 20-02-1999            | tip3            | -            | als Frank & Ronald / Nr. 38 in de Mega Top 100                              |
| Waar moet 'ie in? (Daar moet 'ie in)                          | 2004                  | 26-06-2004            | 17              | 4            | met Guus Meeuwis                                                            |
| Una paloma blanca heel de zomer lang                          | 2008                  | 19-07-2008            | 17              | 7            | als KIDB / met Martin van der Starre / Nr. 4 in de Single Top 100           |
| Wil je niet nog 1 nacht                                       | 2011                  | 31-12-2011            | 5               | 10           | met Glennis Grace / Nr. 3 in de Single Top 100 / Alarmschijf / Goud         |
| Helden                                                        | 2012                  | 16-06-2012            | tip11           | -            | met Johan Derksen & Wilfred Genee / Nr. 6 in de Single Top 100              |
| Koningin van alle mensen                                      | 16-04-2013            | 27-04-2013            | 6               | 3            | als onderdeel van RTL Boulevard United / Nr. 1 in de Single Top 100 / Goud  |
| Koningslied                                                   | 19-04-2013            | 27-04-2013            | 2               | 4            | als onderdeel van Nationaal Comité Inhuldiging / Nr. 1 in de Single Top 100 |
| Koning als geen ander                                         | 2013                  | -                     |                 |              | als Evers staat op / Nr. 53 in de Single Top 100                            |
| Ik meen het                                                   | 2014                  | 12-04-2014            | 28              | 2            | met Edwin Evers Band / Nr. 2 in de Single Top 100                           |
| Lowietje                                                      | 2014                  | -                     |                 |              | als Gers Pardoelpunt / Nr. 66 in de Single Top 100                          |
| Altijd Kerstmis                                               | 2019                  | 07-12-2019            | tip15           | -            | met Edwin Evers Band                                                        |

| Single met hitnotering(en) in de Vlaamse Ultratop 50 | Datum van verschijnen | Datum van binnenkomst | Hoogste positie | Aantal weken | Opmerkingen                                    |
| ---------------------------------------------------- | --------------------- | --------------------- | --------------- | ------------ | ---------------------------------------------- |
| Koningslied                                          | 2013                  | 11-05-2013            | 41              | 1            | als onderdeel van Nationaal Comité Inhuldiging |

### Films
- 2006: Cars - stem van Darrel Cartrip
- 2008: Kung Fu Panda - stem van Po
- 2009: De Hel van '63 - televisieverslaggever
- 2011: Kung Fu Panda 2 - stem van Po
- 2011: Cars 2 - stem van Darrel Cartrip
- 2016: Kung Fu Panda 3 - stem van Po

## Prijzen
- 1998, 2006: Marconi Award voor Evers staat op
- 2000, 2003, 2009: Marconi Award voor Beste programmamaker/presentator
- In 2006 ontving zowel Evers staat op (als programma) als Edwin Evers zelf (als presentator/dj) de Gouden RadioRing, het radio-equivalent van de Televizierring.[13]
- In 2014 won Evers de Marconi Oeuvre Award 2014, omdat hij volgens de jury "met zijn programma Evers Staat Op de betekenis van ochtendradio heeft gedefinieerd".[14]
- 2014 de Zilveren Reissmicrofoon
- In 2018 werd de oeuvreprijs Gouden Harp 2017 aan hem toegekend, hij werd benoemd tot Ridder in de Orde van Oranje Nassau en kreeg de André van Duin Comedy Award.
- In januari 2019 werd Evers wederom bekroond met de Gouden RadioRing voor zijn ochtendshow.

Gert-Jan van Ackooij · Mark van den Akker · Desmond Baidjoe · Colin Banks · Kimberly van de Berkt · Martijn Biemans · Danny Blom · Menno de Boer · Cobus Bosscha · Froukje de Both · Ivo van Breukelen · Niek van der Bruggen · Frank Dane · Barend van Deelen · Wessel van Diepen · Edit den Doosch · Anita Doth · Lindo Duvall · Edwin Evers · Jos Eggink · Igmar Felicia · Wouter van der Goes · Jurjen Gofers · Gordon · Stefan de Groot · Sander de Heer · Anoûl Hendriks · Joey Hereman · Jules van Hest · Niels Hoogland · Chantal Hutten · Jeroen van Inkel · Wietze de Jager · Timo Kamst · Jente Kater · Eddy Keur · Corné Klijn · Tim Klijn · Martijn Kolkman · Dimitris Kops · Mark Labrand · Sander Lantinga · Bart van Leeuwen · Robin Leféber · Daniël Lippens · Robert de Loor · Will Luikinga · Ferry Maat · Mart Meijer · Bas Menting · Dorus van Mosselveld · Martijn Muijs · Jeroen Nieuwenhuize · Edwin Noorlander · Barry Paf · Michael Pilarczyk · Erwin van Rijn · Dennis Ruyer · Kees Schilperoort · Sylvana Simons · Arlo van Sluis · Coen Swijnenberg · Jens Timmermans · Michiel Veenstra · Rick van Velthuysen · Dennis Verheugd · Erik Werner · Ruud de Wild · Jeffrey Willems · Erik de Zwart
Live dj's: Afrojack · Armin van Buuren · Fedde le Grand · David Guetta · Hardwell · Martin Garrix · Sunnery James & Ryan Marciano · DJ Jean · Nicky Romero · Lucas & Steve · Tiësto